# Greta Cicolari
Greta Cicolari (Osio Sotto, 23 augustus 1982) is een voormalig volleybal- en beachvolleybalspeler uit Italië. In die laatste discipline werd ze eenmaal Europees kampioen en nam ze eens deel aan de Olympische Spelen.

## Carrière

### Zaal
Cicolari begon haar carrière in de zaal in 1997 bij Excelsior Bergamo. In het seizoen 1999/2000 won ze met Foppapedretti Bergamo de Champions League. Vervolgens speelde ze meerdere seizoenen in de derde en tweede divisie voordat ze in het seizoen 2006/07 weer in de hoogste divisie van het Italiaanse volleybal uitkwam voor Tena Volley Santeramo. Na afloop speelde ze twee seizoenen voor Chieri Volley.

### Beach
In 2009 maakte Cicolari de overstap naar het beachvolleybal. Met Lucia Bacchi won ze zilver bij de Middellandse Zeespelen in Pescara achter Cristina Aguilar en Alejandra Simón uit Spanje. Met Marta Menegatti vormde ze verder een vast team en debuteerde ze dat jaar in de FIVB World Tour. Het duo deed mee aan drie toernooien en kwam daarbij tot een vierde plaats in Sanya. Het jaar daarop speelden ze negen internationale wedstrijden met onder meer drie negende plaatsen als resultaat (Rome, Stare Jabłonki en Åland). In 2011 deden ze mee aan twaalf reguliere toernooien in het mondiale beachvolleybalcircuit. Ze behaalden daarbij onder meer een tweede (Mysłowice), twee derde (Gstaad en Phuket) en twee vierde plaatsen (Peking en Moskou). Bij de wereldkampioenschappen in eigen land bereikte het duo de achtste finale waar het Chinese tweetal Xue Chen en Zhang Xi te sterk was. In Kristiansand wonnen Cicolari en Menegatti bovendien de Europese titel ten koste van de Oostenrijksen Barbara Hansel en Sara Montagnolli.

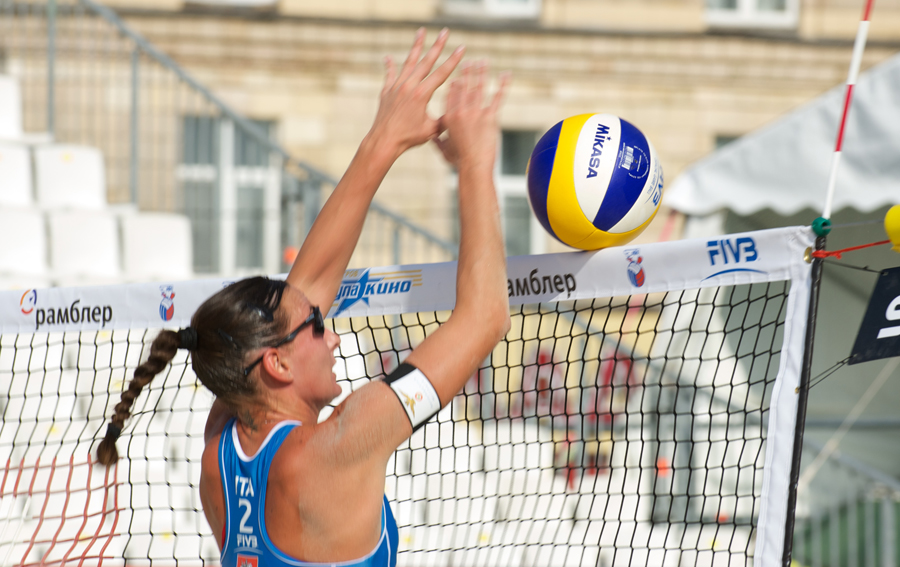
Cicolari in actie aan het net bij de Grand Slam van Moskou (2011)

Het jaar daarop noteerde het duo bij zeven van de acht toernooien een toptienklassering. In Peking en Stare Jabłonki werden ze tweede, in Brasilia en Berlijn derde en in Rome vierde. Bij de Olympische Spelen in Londen bereikten ze de kwartfinale die verloren werd van de latere kampioenen Misty May-Treanor en Kerri Walsh. Daarnaast nam Cicolari met Laura Giombini deel aan de EK in Den Haag; het tweetal strandde in de tussenronde tegen het Zwitserse duo Isabelle Forrer en Anouk Vergé-Dépré. In 2013 eindigden Cicolari en Menegatti op een gedeelde vijfde plaats bij de WK in Stare Jabłonki nadat de kwartfinale verloren werd van het Braziliaanse duo Liliane Maestrini en Bárbara Seixas. Ze speelden verder vijf wedstrijden in de World Tour met onder meer drie vijfde plaatsen als resultaat (Fuzhou, Den Haag en Rome). Bovendien wonnen ze de gouden medaille bij de Middellandse Zeespelen in Mersin ten koste van het Griekse duo Vassiliki Arvaniti en Peny Karagkouni. 
Gedurende het seizoen ging het duo uit elkaar waarna Cicolari met drie wedstrijden met Silvia Constantini speelde . Ze deden onder meer mee aan de EK in Klagenfurt waar ze in de tussenronde tegen Madelein Meppelink en Sophie van Gestel uit Nederland bleven steken. In 2015 nam ze met verschillende partners deel aan in totaal zeven toernooien in de World Tour. Met Giulia Momoli behaalde ze twee negende plaatsen in Rio de Janeiro en Sotsji. Daarnaast was ze actief in de nationale competitie. Het jaar daarp deed ze met Giulia Toti mee aan de EK in Biel/Bienne waar het duo na drie nederlagen strandde in de groepsfase. Met Indre Sorokaite speelde Cicolari in Hamburg haar laatste wedstrijd in de mondiale competitie.

## Palmares
Kampioenschappen zaal
- 2000:  CEV Champions League

Kampioenschappen beach
- 2009:  Middellandse Zeespelen
- 2011: 9e WK
- 2011:  EK
- 2012: 5e OS
- 2013:  Middellandse Zeespelen
- 2013: 5e WK

FIVB World Tour
- 2011:  Mysłowice Open
- 2011:  Grand Slam Gstaad
- 2011:  Phuket Open
- 2012:  Brasilia Open
- 2012:  Grand Slam Peking
- 2012:  Grand Slam Berlijn
- 2012:  Grand Slam Stare Jabłonki